# Marathon de Chicago 2018
Navigation
Édition 2017 Édition 2019
Le Marathon de Chicago 2018 est la 41e édition du Marathon de Chicago, aux États-Unis, qui a lieu le dimanche 7 octobre 2018. C'est le cinquième des World Marathon Majors à avoir lieu en 2018. Le Britannique Mohamed Farah remporte la course masculine avec un temps de 2 h 5 min 11 s, nouveau record d'Europe et huitième temps le plus rapide de l'histoire du marathon. La Kényane Brigid Kosgei s'impose chez les femmes en 2 h 18 min 35 s.

## Résultats

### Hommes
| Rang               | Athlète          | Nationalité | Temps           |
| ------------------ | ---------------- | ----------- | --------------- |
| Médaille d'or      | Mohamed Farah    | Royaume-Uni | 2 h 05 min 11 s |
| Médaille d'argent  | Mosinet Geremew  | Éthiopie    | 2 h 05 min 24 s |
| Médaille de bronze | Suguru Osako     | Japon       | 2 h 05 min 50 s |
| 4                  | Kenneth Kipkemoi | Kenya       | 2 h 05 min 57 s |
| 5                  | Galen Rupp       | États-Unis  | 2 h 06 min 24 s |
| 6                  | Geoffrey Kirui   | Kenya       | 2 h 06 min 45 s |
| 7                  | Abel Kirui       | Kenya       | 2 h 07 min 52 s |
| 8                  | Taku Fujimoto    | Japon       | 2 h 07 min 57 s |
| 9                  | Bedan Karoki     | Kenya       | 2 h 07 min 59 s |
| 10                 | Birhanu Legese   | Éthiopie    | 2 h 08 min 41 s |

### Femmes
| Rang               | Athlète           | Nationalité | Temps           |
| ------------------ | ----------------- | ----------- | --------------- |
| Médaille d'or      | Brigid Kosgei     | Kenya       | 2 h 18 min 35 s |
| Médaille d'argent  | Roza Dereje       | Éthiopie    | 2 h 21 min 18 s |
| Médaille de bronze | Shure Demise      | Éthiopie    | 2 h 22 min 15 s |
| 4                  | Florence Kiplagat | Kenya       | 2 h 26 min 08 s |
| 5                  | Veronica Nyaruai  | Kenya       | 2 h 31 min 34 s |
| 6                  | Sarah Crouch      | États-Unis  | 2 h 32 min 37 s |
| 7                  | Taylor Ward       | États-Unis  | 2 h 32 min 42 s |
| 8                  | Kate Landau       | États-Unis  | 2 h 33 min 24 s |
| 9                  | Melanie Myrand    | Canada      | 2 h 34 min 08 s |
| 10                 | Marci Klimek      | États-Unis  | 2 h 34 min 53 s |

### Fauteuils roulants (hommes)
| Rang               | Athlète          | Nationalité | Temps           |
| ------------------ | ---------------- | ----------- | --------------- |
| Médaille d'or      | Daniel Romanchuk | États-Unis  | 1 h 31 min 34 s |
| Médaille d'argent  | Marcel Hug       | Suisse      | 1 h 31 min 35 s |
| Médaille de bronze | David Weir       | Royaume-Uni | 1 h 31 min 43 s |

### Fauteuils roulants (femmes)
| Rang               | Athlète            | Nationalité | Temps           |
| ------------------ | ------------------ | ----------- | --------------- |
| Médaille d'or      | Manuela Schär      | Suisse      | 1 h 41 min 38 s |
| Médaille d'argent  | Madison de Rozario | Australie   | 1 h 43 min 16 s |
| Médaille de bronze | Susannah Scaroni   | États-Unis  | 1 h 44 min 48 s |